# Pseudalbiorix muchmorei
Pseudalbiorix muchmorei är en spindeldjursart som beskrevs av Barba och Pérez 2007. Pseudalbiorix muchmorei ingår i släktet Pseudalbiorix och familjen Ideoroncidae. Inga underarter finns listade i Catalogue of Life.